# Davor Čutura
Davor Čutura Medić (Sombor, 29 novembre 1979) è un ex pallamanista e allenatore di pallamano serbo con cittadinanza spagnola.

## Biografia
Suo fratello maggiore Dalibor, è stato anch'esso un giocatore di pallamano ed è tutt'ora commissario tecnico della nazionale di pallamano maschile della Serbia. Hanno giocato assieme nell'Arrate dal 2005 al 2007

## Palmarès

### Giocatore
- Capocannoniere della Liga ASOBAL: 2

2006-07, 2018-19

### Allenatore
- Coppa Italia (pallamano maschile): 2
2022-23, 2023-24